# Juha Metsola
Juha Metsola (ur. 24 lutego 1989 w Tampere) – fiński hokeista, reprezentant Finlandii, olimpijczyk.

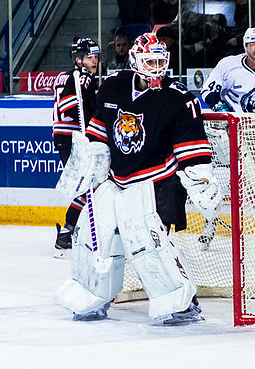
Juha Metsola w barwach Amuru (2016)

## Kariera
- Ilves U16 (2004-2005)
- Ilves U18 (2004-2007)
- Ilves U20 (2005-2007)
- Lethbridge Hurricanes (2007-2009)
- HPK (2009-2011)
  -  LeKi (2009-2011)
  -  KooKoo (2009/2010)
  -  TuTo (2009-2010)
  -  Ilves (2011)
- Tappara (2011-2015)
  -  LeKi (2011-2013)
- Amur Chabarowsk (2015-2018)
- Saławat Jułajew Ufa (2018-2022)
- EHC Kloten (2022-)

Wychowanek klubu Ilves, w którym rozwijał karierę w zespołach juniorskich. Od 2007 do 2009 grał w barwach Lethbridge Hurricanes w kanadyjskiej lidze WHL w ramach rozgrywek CHL. W 2009 powrócił do Finlandii i został zawodnikiem HPK, skąd był wypożyczany do innych zespołów, m.in. w 2011 do macierzystego Ilves, w którym na pocuątku kariery nie zdążył zagrać w drużynie seniorskiej. W marcu 2011 został zawodnikiem Tappara, z którym w maju 2015 przedłużył kontrakt o dwa lata. W czerwcu 2015 został zawodnikiem rosyjskiego klubu Amur Chabarowsk w rozgrywkach KHL. W styczniu 2016 przedłużył umowę z Amurem o dwa lata. Od maja 2017 zawodnik Saławatu Jułajew Ufa. W maju 2019 przedłużył kontrakt z klubem o trzy lata. Po rozpoczęciu inwazji Rosji na Ukrainę na początku marca 2022 tj. na początku fazy play-off w sezonie KHL (2021/2022) odszedł z klubu (podobnie jak wszyscy nierosyjscy zawodnicy drużyny), a jego kontrakt został rozwiązany za obopólną zgodą. W czerwcu 2022 ogłoszono jego zaangażowanie w szwajcarskim zespole.
W barwach juniorskich Finlandii uczestniczył w turniejach mistrzostw świata juniorów do lat 18 edycji 2007 oraz mistrzostw świata juniorów do lat 20 edycji 2009. W sezonie 2012/2013 został kadrowiczem reprezentacji seniorskiej, w barwach której występował od tego czasu w turniejach z cyklu Euro Hockey Tour. Brał udział w turnieju zimowych igrzysk olimpijskich 2018

## Sukcesy
Klubowe
- Złoty medal Jr. B SM-sarja: 2006 z Ilves U18
- Srebrny medal mistrzostw Finlandii: 2010 z HPK, 2013, 2014, 2015 z Tappara

Indywidualne
- Mistrzostwa świata do lat 18 w hokeju na lodzie mężczyzn 2007/Elita:
  - Pierwsze miejsce w klasyfikacji średniej goli straconych na mecz: 2,11[9]
  - Trzecie miejsce w klasyfikacji skuteczności interwencji: 91,86
- CHL (2007/2008):
  - Najlepszy bramkarz tygodnia: 3 marca 2008, 15 kwietnia 2008, 29 kwietnia 2008
- Mistrzostwa Świata Juniorów w Hokeju na Lodzie 2009/Elita:
  - Pierwsze miejsce w klasyfikacji średniej goli straconych na mecz: 1,47[10]
  - Trzecie miejsce w klasyfikacji skuteczności interwencji: 93,88
  - Jeden z trzech najlepszych zawodników reprezentacji na turnieju[11]
- SM-liiga (2012/2013):
  - Najlepszy zawodnik miesiąca - styczeń 2013
  - Drugie miejsce w klasyfikacji skuteczności interwencji w sezonie zasadniczym: 93,01
  - Pierwsze miejsce w klasyfikacji meczów bez straty gola w sezonie zasadniczym: 8
  - Trzecie miejsce w klasyfikacji skuteczności interwencji w fazie play-off: 94,12
  - Trzecie miejsce w klasyfikacji średniej goli straconych na mecz w fazie play-off: 1,84
- Liiga (2013/2014):
  - Piąte miejsce w klasyfikacji skuteczności interwencji w sezonie zasadniczym: 92,64
  - Pierwsze miejsce w klasyfikacji meczów bez straty gola w sezonie zasadniczym: 12
  - Trzecie miejsce w klasyfikacji skuteczności interwencji w fazie play-off: 92,84
- Liiga (2014/2015):
  - Pierwsze miejsce w klasyfikacji skuteczności interwencji w sezonie zasadniczym: 93,61
  - Drugie miejsce w klasyfikacji średniej goli straconych na mecz w sezonie zasadniczym: 1,91
  - Pierwsze miejsce w klasyfikacji zwycięstw meczowych w sezonie zasadniczym: 26
  - Pierwsze miejsce w klasyfikacji meczów bez straty gola w sezonie zasadniczym: 8
  - Pierwsze miejsce w klasyfikacji meczów bez straty gola w fazie play-off: 11
  - Trofeum Urpo Ylönena - najlepszy bramkarz sezonu
  - Skład gwiazd sezonu
- KHL (2015/2016):
  - Mecz Gwiazd KHL
- KHL (2016/2017):
  - Najlepszy bramkarz tygodnia: 11 września 2016, 16 stycznia 2017, 5 lutego 2017
- KHL (2017/2018):
  - Najlepszy bramkarz tygodnia: 8 listopada 2017
- KHL (2018/2019):
  - Najlepszy bramkarz miesiąca - październik 2018[12], kwiecień 2019[13]
  - Najlepszy bramkarz etapu - półfinały konferencji[14], finały konferencji[15]
  - Pierwsze miejsce w klasyfikacji skuteczności interwencji w fazie play-off: 95,6%
  - Drugie miejsce w klasyfikacji średniej goli straconych na mecz w fazie play-off: 1,54
  - Najlepszy Bramkarz Sezonu KHL
  - Złoty Kask (przyznawany sześciu zawodnikom wybranym do składu gwiazd sezonu)
- KHL (2019/2020):
  - Czwarte miejsce w klasyfikacji meczów bez straty gola w sezonie zasadniczym: 7
  - Nagroda Bezcennej Ligi (w wyniku głosowania kibiców)[16][17]
- KHL (2020/2021):
  - Czwarte miejsce w klasyfikacji liczby meczów bez straty gola w fazie play-off: 2
- KHL (2021/2022):
  - Najlepszy bramkarz miesiąca - wrzesień 2021[18]
  - Drugie miejsce w klasyfikacji skuteczności interwencji w sezonie zasadniczym: 93,1%
  - Drugie miejsce w klasyfikacji średniej goli straconych na mecz w sezonie zasadniczym: 1,87
  - Trzecie miejsce w klasyfikacji meczów bez straty gola w sezonie zasadniczym: 5